# Voleibolni Klub Neftyanik Orenburg
O Voleibolni Klub Neftyanik Orenburg (em russo:  Нефтяник Оренбургский волейбольный клуб) é um time russo de voleibol masculino da cidade de Oremburgo. Atualmente disputa a Superliga Russa.

## Histórico
A equipe de voleibol de Neftyanik foi criada em 1983 com base no departamento de transporte tecnológico da Orenburgneft Production Association com o apoio de Vladimir Kalmykov, vice-diretor geral. No início, o Neftyanik participou de competições municipais, regionais e departamentais, e os resultados alcançados nelas permitiram definir a tarefa para a equipe entrar na arena da União. Para resolvê-lo, Oleg Veniaminovich Kashitsyn, que já havia trabalhado com equipes femininas em Oremburgo e Leningrado, foi convidado para o cargo de treinador principal em 1989. Em 1991, "Neftyanik" tornou-se o vencedor do campeonato da URSS entre as equipes de cultura física em Petropavlovsk, em 1992 foi titular na Segunda Liga do campeonato russo, e no final da temporada 1993-94 conquistou o direito de jogar na Primeira Liga. Desde a sua criação, o clube conta com os alunos das escolas de esportes do centro regional, cidades e distritos da região de Oremburgo. Em 1996, por iniciativa de Neftyanik, foi aberto um departamento de voleibol na Escola de Reserva Olímpica de Oremburgo, que se tornou uma forja de jogadores talentosos.
Em 2000, Neftyanik conquistou o primeiro lugar no torneio final de seis equipes da Liga Principal "A" e ganhou uma passagem para a Superliga. Na temporada 2000-01, estreia ao mais alto nível, onde conquistaram o 10º lugar na fase preliminar, e na fase final pelos 7-12º lugares, manteve-se na 10ª colocação, o que deu o direito de manter-se na Superliga, apenas um ponto à frente de Dorozhnik Krasnoyarsk.
Na temporada 2015-16, o novo levantador do Neftyanik foi Denis Ignatiev, que se transferiu do Dynamo Krasnodar, e a principal carga no ataque após a saída de Mikhail Beketov e Andrey Titich da equipe, junto com o capitão da equipe Nikita Kozlov. Os jogadores de Neftyanik ficaram em 12º lugar no campeonato russo, tendo conquistado vitórias (as primeiras em sua história) sobre rivais eminentes como Belogore Belgorod e Dínamo Moscou. A equipe realizou o próximo campeonato com quase a mesma composição, durante o qual ela conseguiu vencer apenas duas partidas e perdeu sua inscrição na Superliga. Ao mesmo tempo, até a última rodada, os Orenburgers mantiveram a chance de participar do torneio de transição e quase criaram sensação em um duelo com o Kazan Zenit, mas, tendo mostrado seu melhor vôlei, perderam para o time mais forte da Rússia por 2 sets a 3.
Devido ao rebaixamento da equipe em 2018, Vitaly Vasiliev, Vladimir Ivanov e os dois levantadores Denis Ignatiev e Roman Egorov deixaram o Neftyanik. O início da temporada na Liga Principal "A" não deu certo para os Orenburgers e, em 4 de dezembro de 2017, por decisão do governador Yuri Berg, o diretor do clube Oleg Kashitsyn e o técnico Vladimir Terentyev foram demitidos. Vladimir Vikulov, do extinto Prikamye, tornou-se o novo mentor da equipe, e Vitaly Bukhvalov assumiu o cargo de diretor. Neftyanik terminou a temporada em quinto lugar. Um ano depois, a equipe terminou na segunda posição, mas perdeu para o Yugra-Samotlor em partidas de transição pelo direito de jogar na Superliga. Na temporada 2019-20, que não foi concluída devido à disseminação do COVID-19, Orenburg novamente ficou em segundo lugar, mas por decisão do presidente da Federação Russa de Voleibol, a equipe foi aceita na Superliga.

## Títulos e resultados

### Campeonatos nacionais
Liga Principal "A"
- Vice-campeão (3x): 2013-14, 2018-19, 2019-20

## Elenco atual
Atletas selecionados para disputar a temporada 2021-22: 
 Técnico:  Vladimir Vikulov
| Camisa | Nome               | Posição    | Nacionalidade |
| ------ | ------------------ | ---------- | ------------- |
| 1      | Kirill Kranin      | central    | russo         |
| 2      | Ivan Komarov       | ponteiro   | russo         |
| 3      | Slavomir Byarda    | central    | russo         |
| 4      | Alexey Frolov      | líbero     | russo         |
| 8      | Anton Botin        | ponteiro   | russo         |
| 9      | Dmitry Kudryashov  | ponteiro   | russo         |
| 10     | Dmitry Yakovlev    | oposto     | russo         |
| 11     | Ivan Kozitsyn      | central    | russo         |
| 12     | Andrey Ushkov      | levantador | russo         |
| 13     | Pavel Akhaminov    | levantador | russo         |
| 14     | Maxim Maximenko    | líbero     | russo         |
| 16     | Ilnur Rakhmatullin | oposto     | russo         |
| 17     | Sergey Panov       | ponteiro   | russo         |
| 23     | Denis Getman       | central    | russo         |